# Paulina Gaitán
Paulina Gaitán Ruíz (Cidade do México, 19 de fevereiro de 1992) é uma atriz mexicana, conhecida pela participação na série Narcos.